# Хабаровськ (аеропорт)
Міжнародний аеропорт «Хабаровськ-Новий» (IATA: KHV, ICAO: UHHH) — міжнародний аеропорт у Росії, який знаходиться у північній частині Хабаровська.
Аеропорт є хабом для:
- Аврора
- Khabarovsk Airlines
- S7 Airlines
- Vostok Aviation Company
- Yakutia Airlines[en]
- Nordwind Airlines
- Pegas Fly

## Приймаємі типи повітряних суден
Airbus A300, Airbus A310, Airbus A319, Airbus A320, Airbus A321, Airbus A330, Boeing 707, Boeing 717, Boeing 727, Boeing 737, Boeing 747, Boeing 757, Boeing 767, Boeing 777, Bombardier CRJ, Bombardier Dash 8, McDonnell Douglas MD-11, McDonnell Douglas MD-87, Sukhoi Superjet 100, Ан-12, Ан-24, Ан-26, Ан-124, Ан-148, Ил-62, Ил-76, Ил-86, Ил-96, Ту-134, Ту-154, Ту-204, Ту-214, Як-40, Як-42 і більш легкі, гелікоптери всіх типів.

## Авіакомпанії та напрямки, жовтень 2020

### Пасажирські
| Авіакомпанія            | Пункт призначення |
| ----------------------- | --- |
| Aeroflot                | Москва-Шереметьєво |
| Angara Airlines         | Чита, Іркутськ |
| Aurora                  | Благовєщенськ, Харбін, Іркутськ, Красноярськ-Ємельяново, Магадан, Нерюнгрі, Ноглики, Новосибірськ, Оха, Петропавловськ-Камчатський, Сеул-Інчхон, Шахтерськ, Тинда, Владивосток, Южно-Сахалінськ, Сезонні: Пекін-Дасин, Кавалерово |
| Iraero                  | Чита, Іркутськ, Цзямуси, Магадан, Новосибірськ, Улан-Уде |
| Khabarovsk Airlines     | Ніколаєвськ-на-Амурі, Охотськ Сезонний: Богородське |
| Pegas Fly               | Іркутськ, Магадан, Москва-Шереметьєво, Петропавловськ-Камчатський, Санкт-Петербург, Токіо-Наріта, Владивосток, Южно-Сахалінськ |
| S7 Airlines             | Бангкок-Суварнабхумі, Новосибірськ, Токіо-Наріта, Владивосток |
| T'way Airlines          | Тегу |
| Ural Airlines           | Бангкок-Суварнабхумі, Лунцзя, Іркутськ, Новосибірськ, Санкт-Петербург, Єкатеринбург |
| Vostok Aviation Company | Аян, Чумікан, Херпучі Нелькан Сезонні: Богородське, Новокуровка, Побєда |
| Yakutia Airlines        | Анадир, Благовєщенськ, Мирний, Якутськ, Сезонні: Чхонджу, Магадан, Петропавловськ-Камчатський, Токіо-Наріта, Улан-Уде, Южно-Сахалінськ                                                                                            |

### Вантажні
| Авіакомпанія    | Пункт призначення                              |
| --------------- | ---------------------------------------------- |
| AirBridge Cargo | Амстердам                                      |
| Kalitta Air     | Анкоридж, Чикаго-О'Хара, Гонконг, Лос-Анджелес |

## Статистика
Пасажиробіг
| 2008    | 2009       | 2010       | 2011      | 2012       | 2013        | 2014            | 2015             | 2016             | 2017             |
| ------- | ---------- | ---------- | --------- | ---------- | ----------- | --------------- | ---------------- | ---------------- | ---------------- |
| 1,1 млн | ▼ 1,05 млн | ▲ 1,34 млн | ▲ 1,6 млн | ▲ 1,88 млн | ▲ 2,089 млн | ▼ 3 % 2,038 млн | ▼ 10 % 1,821 млн | ▲ 2,6 % 1,87 млн | ▲ 10 % 2,051 млн |